# 二見谷古墳群
二見谷古墳群（ふたみだにこふんぐん）は、兵庫県豊岡市城崎町上山にある古墳群。兵庫県指定史跡に指定されている。

## 二見谷1号墳

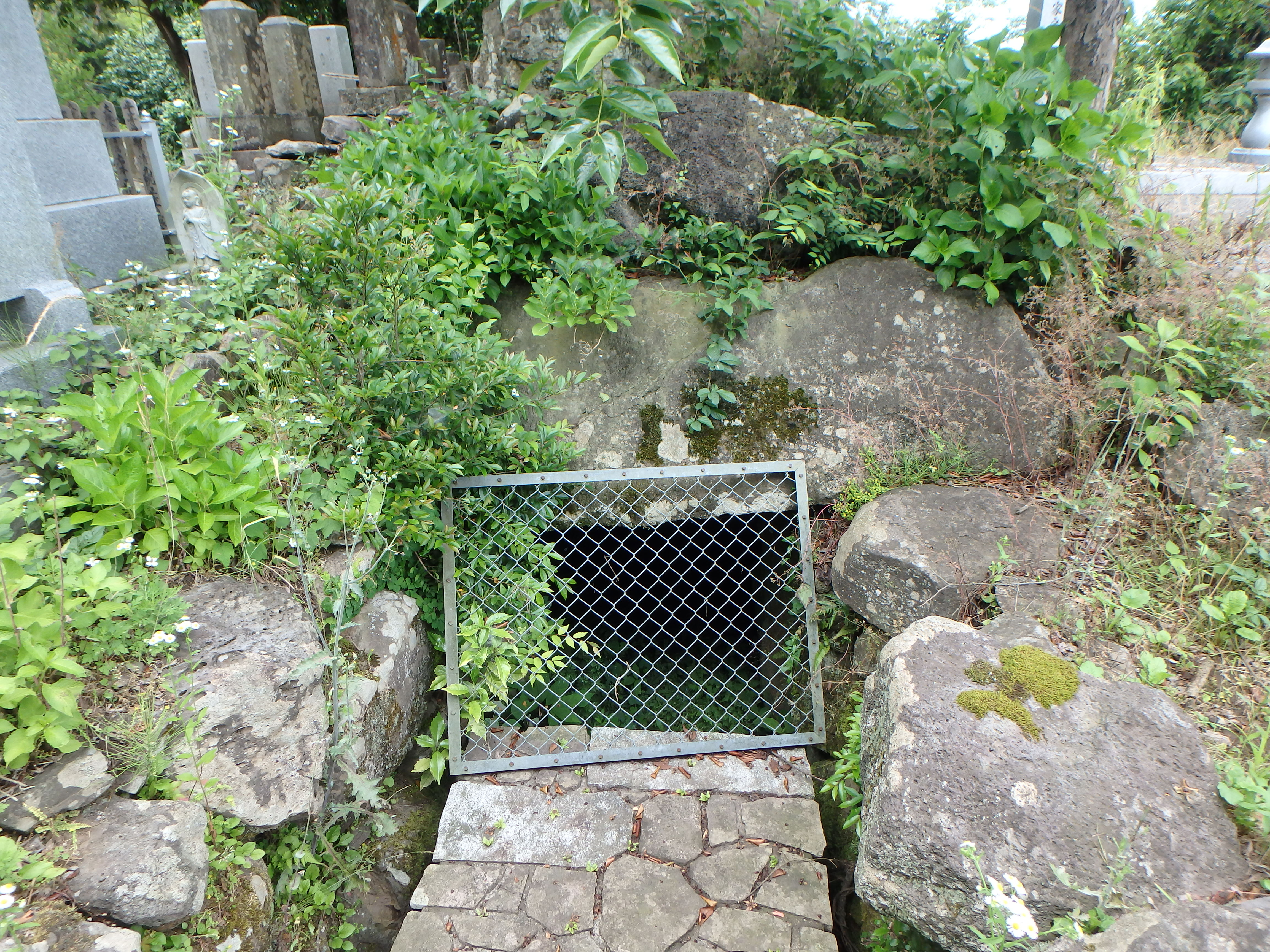
二見谷1号墳石室前

直径20m余りの円墳で、家形石棺を伴い、圭頭大刀の杷頭・刀子・管玉・耳環などが見つかっている。6世紀後半ごろに築造され、7世紀以降、複数回にわたって追葬や追善供養が行われた。
円山川左岸の高所に立地し（北緯35度35分14.388秒 東経134度47分55.445秒 / 北緯35.58733000度 東経134.79873472度）、付近からは円山川を挟んで玄武洞を見ることができる。

## 二見谷4号墳
原形は不明であるが、6世紀後半ごろの築造とされる。
二見谷1号墳の南にある（北緯35度35分11.230秒 東経134度47分54.422秒 / 北緯35.58645278度 東経134.79845056度）。